# Halifax County (Virginia)
Halifax County ist ein County im Bundesstaat Virginia der Vereinigten Staaten. Bei der Volkszählung im Jahr 2020 hatte das County 34.022 Einwohner und eine Bevölkerungsdichte von 16 Einwohner pro Quadratkilometer. Der Verwaltungssitz (County Seat) ist Halifax. Das County gehört zu den Dry Countys, was bedeutet, dass der Verkauf von Alkohol eingeschränkt oder verboten ist.

## Geographie
Halifax County liegt im äußersten Süden von Virginia, grenzt an North Carolina und hat eine Fläche von 2149 Quadratkilometern, wovon 27 Quadratkilometer Wasserfläche sind. Es grenzt im Uhrzeigersinn an folgende Countys: Charlotte County, Mecklenburg County, Pittsylvania County und Campbell County.
Die Grenzen zu den Countys Campbell und Charlotte bildet der Roanoke River. Auch die Ostgrenze zum Mecklenburg County folgt Fließgewässern (Aarons Creek, Dan River und Roanoke River), was zu einer Besonderheit führte. Dan und Roanoke River verliefen ursprünglich parallel in einem Tal nach Südosten, bevor sich beide Flüsse nahe der Ortschaft Clarksville vereinigten. Nachdem 1952 das Tal durch das John H. Kerr Reservoir überflutet wurde, blieb diese Grenze unverändert. Daher besitzt das Halifax County nun einen rund zwölf Kilometer langen aber nur wenige hundert Meter breiten Streifen im oberen Kerr-Stausee, während die nahen Seeufer zum Mecklenburg County gehören.

## Geschichte
Gebildet wurde es 1752 aus Teilen des Lunenburg County. Benannt wurde es nach George Montague Dunk, Earl of Halifax.

## Demografische Daten

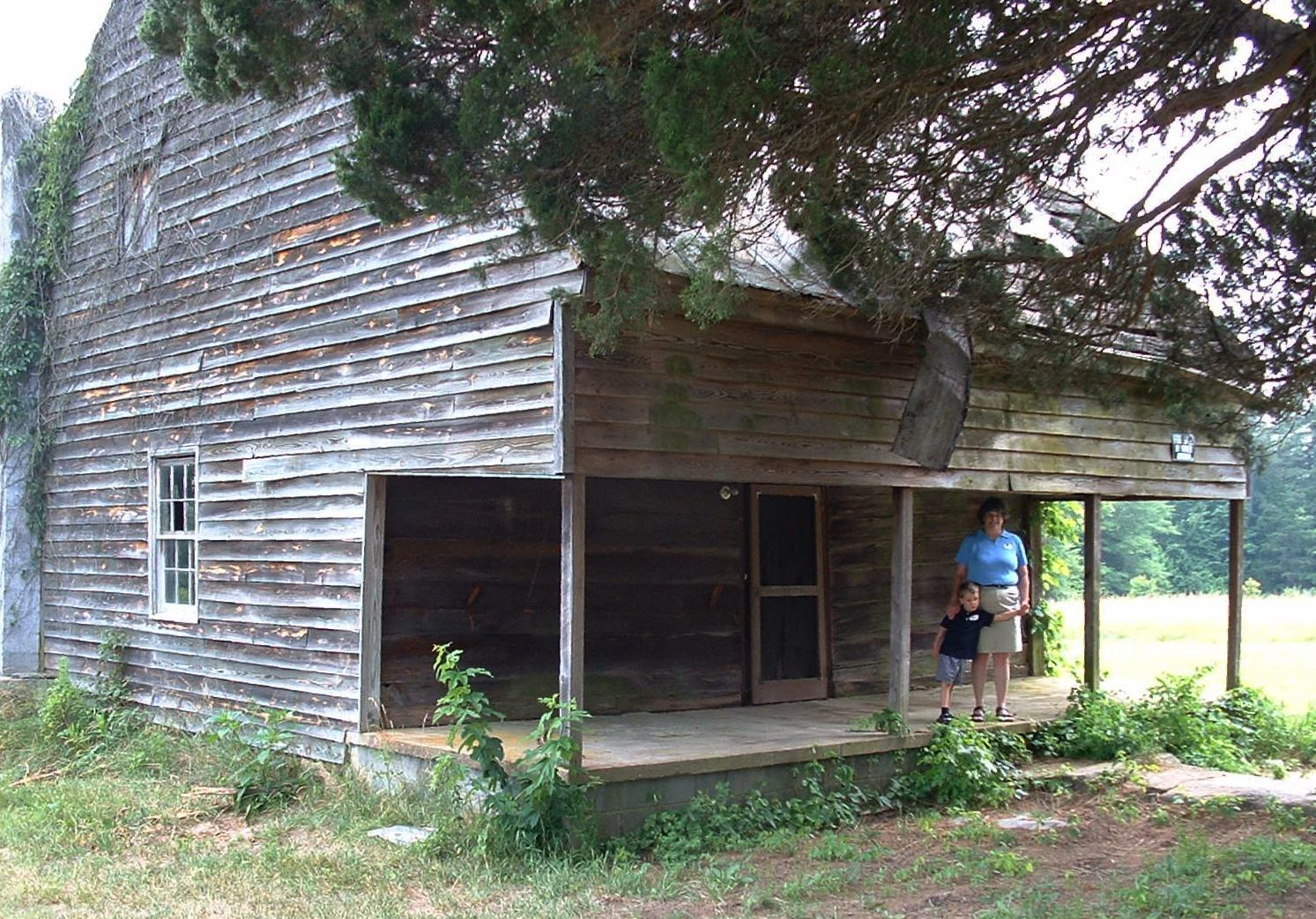
DeJarnette's Tavern, gelistet im NRHP.

Alterspyramide des Halifax County

Nach der Volkszählung im Jahr 2000 lebten im Halifax County 37.355 Menschen in 15.018 Haushalten und 10.512 Familien. Die Bevölkerungsdichte betrug 18 Einwohner pro Quadratkilometer. Ethnisch betrachtet setzte sich die Bevölkerung zusammen aus 60,32 Prozent Weißen, 38,02 Prozent Afroamerikanern, 0,20 Prozent amerikanischen Ureinwohnern, 0,24 Prozent Asiaten, 0,01 Prozent Bewohnern aus dem pazifischen Inselraum und 0,44 Prozent aus anderen ethnischen Gruppen; 0,77 Prozent stammten von zwei oder mehr Ethnien ab. 1,23 Prozent der Bevölkerung waren spanischer oder lateinamerikanischer Abstammung.
Von den 15.018 Haushalten hatten 28,6 Prozent Kinder und Jugendliche unter 18 Jahre, die bei ihnen lebten. 51,2 Prozent waren verheiratete, zusammenlebende Paare, 14,8 Prozent waren allein erziehende Mütter, 30,0 Prozent waren keine Familien, 27,4 Prozent waren Singlehaushalte und in 13,1 Prozent lebten Menschen im Alter von 65 Jahren oder darüber. Die Durchschnittshaushaltsgröße betrug 2,43 und die durchschnittliche Familiengröße lag bei 2,94 Personen.
Auf das gesamte County bezogen setzte sich die Bevölkerung zusammen aus 23,4 Prozent Einwohnern unter 18 Jahren, 6,9 Prozent zwischen 18 und 24 Jahren, 26,4 Prozent zwischen 25 und 44 Jahren, 26,3 Prozent zwischen 45 und 64 Jahren und 17,1 Prozent waren 65 Jahre alt oder darüber. Das Durchschnittsalter betrug 41 Jahre. Auf 100 weibliche Personen kamen 90,8 männliche Personen. Auf 100 Frauen im Alter von 18 Jahren oder darüber kamen statistisch 86,7 Männer.

Das jährliche Durchschnittseinkommen eines Haushalts betrug 29.929 USD, das Durchschnittseinkommen der Familien betrug 37.845 USD. Männer hatten ein Durchschnittseinkommen von 27.498 USD, Frauen 20.684 USD. Das Prokopfeinkommen betrug 16.353 USD. 11,5 Prozent der Familien und 15,7 Prozent der Bevölkerung lebten unterhalb der Armutsgrenze. Davon waren 18,9 Prozent Kinder oder Jugendliche unter 18 Jahre und 19,6 Prozent waren Menschen über 65 Jahre.